# Volta a Tarragona de 2007
La Volta a Tarragona de 2007 fou la 48a edició de la Volta a Tarragona. La cursa es disputà entre el 15 i el 19 de maig de 2007, i fou guanyada per l'estatunidenc John Devine.

## Equips participants
En aquesta edició hi van prendre part disset equips de set corredors cadascun:
- Camp de Tarragona
- CC Montcada
- ECP-SPIUK
- Massi-Palafrugell
- Vivers Alcanar
- Comunitat Valenciana
- Andalucía-Cajasur
- CAI
- Caja Castilla la Mancha
- Ávila Rojas-Ceuta
- UC Fuenlabrada
- Super. Froiz
- Viña Magna-Cropu
- Spiuk
- Selecció EUA
- CC Le Bolou
- Van Hermet Groep

## Etapes
| Etapa | Data       | Recorregut                                           | Km    | Vencedor d'etapa                  | Líder de la general     |
| ----- | ---------- | ---------------------------------------------------- | ----- | --------------------------------- | ----------------------- |
| 1a    | 15 de maig | Reus – Alcanar                                       | 140,0 | Rafael Rodríguez (ESP)            | Rafael Rodríguez (ESP)  |
| 2a    | 16 de maig | Alcanar – Salou                                      | 150,5 | Mario Villasevil Villasevil (ESP) | Jesús Buendía (ESP)     |
| 3a    | 17 de maig | Cambrils – Cambrils                                  | 114,5 | Klaus Steinkeller (AUT)           | Cecilio Gutiérrez (ESP) |
| 4a    | 18 de maig | Les Borges del Camp - Tarragona-Sant Pere i Sant Pau | 139,0 | Javier Abril Merino (ESP)         | Cecilio Gutiérrez (ESP) |
| 5a A  | 19 de maig | Riudecanyes – Castell d'Escornalbou                  | 5,0   | John Devine (USA)                 | John Devine (USA)       |
| 5a B  | 19 de maig | Tarragona – Reus                                     | 116,0 | Marcel Six (BEL)                  | John Devine (USA)       |

### Classificació general
|   | Ciclista                   | Equip                      | Temps       |
| - | -------------------------- | -------------------------- | ----------- |
| 1 | John Devine                | Selecció dels Estats Units | 16h 25' 21" |
| 2 | Luis Ángel Maté Mardones   | Andalucía-Cajasur          | + 36"       |
| 3 | Francisco José Villalgordo | Super. Froiz               | + 44"       |
| 4 | Sebastià Franco            |                            | + 46"       |